# Orkusz
Orkusz – osada w Polsce położona w województwie pomorskim, w powiecie kwidzyńskim, w gminie Prabuty. Popularny ośrodek turystyczny nad jeziorem o tej samej nazwie.
W latach 1975–1998 miejscowość administracyjnie należała do województwa elbląskiego.

## Zabytki
Według rejestru zabytków NID na listę zabytków wpisany jest dwór z pocz. XX w., nr rej.: A-1665 z 15.06.1998.